# 24. Sinfonie (Haydn)
Die Sinfonie D-Dur Hoboken-Verzeichnis I:24 komponierte Joseph Haydn im Jahr 1764 während seiner Anstellung als Vize-Kapellmeister beim Fürsten Nikolaus I. Esterházy. Die energischen Ecksätze sind durch Kontraste geprägt, der langsame Satz erinnert mit seiner solistischen Flöte an einen Konzertsatz und im Menuett treten die Bläser solistisch hervor.

## Allgemeines

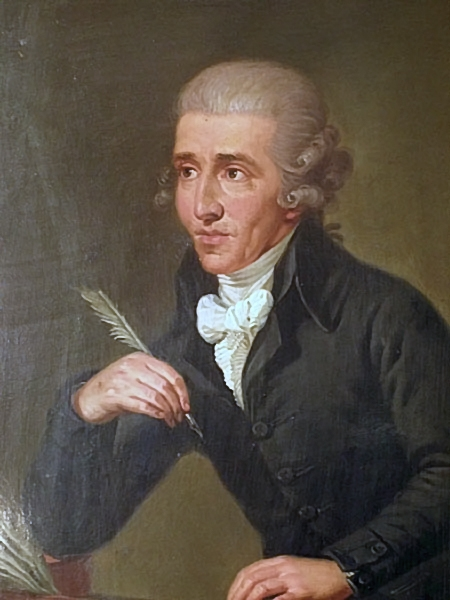
Joseph Haydn (Gemälde von Ludwig Guttenbrunn, um 1770)

Ebenfalls im Jahr 1764 komponierte Haydn die Sinfonien Nr. 21, Nr. 22 und Nr. 23. Haydn war damals als Vize-Kapellmeister der Familie Esterházy angestellt.

## Zur Musik
Besetzung: zwei Oboen, Flöte im Adagio und im Trio anstelle der Oboen, zwei Hörner, zwei Violinen, Viola, Cello, Kontrabass. Zur Verstärkung der Bass-Stimme wurde damals auch ohne gesonderte Notierung ein Fagott eingesetzt.  Über die Beteiligung eines Cembalo-Continuos in Haydns Sinfonien bestehen unterschiedliche Auffassungen.
Aufführungszeit: ca. 20 Minuten (je nach Einhalten der vorgeschriebenen Wiederholungen).
Bei den hier benutzten Begriffen der Sonatensatzform ist zu berücksichtigen, dass dieses Modell erst Anfang des 19. Jahrhunderts entworfen wurde (siehe dort) und für eine Sinfonie von 1764 nur mit Einschränkungen herangezogen werden kann.  – Die hier vorgenommene Beschreibung und Gliederung der Sätze ist als Vorschlag zu verstehen. Je nach Standpunkt sind auch andere Abgrenzungen und Deutungen möglich.
Die Sätze 1, 3 und 4 weisen im Autograph keine Tempobezeichnung auf. Die hier verwendeten Satzbezeichnungen wurden der Philharmonia-Partitur entnommen und entsprechen den üblicherweise in vergleichbaren Sinfonien verwendeten Bezeichnungen.

### Erster Satz: Allegro
D-Dur, 4/4-Takt, 88 Takte

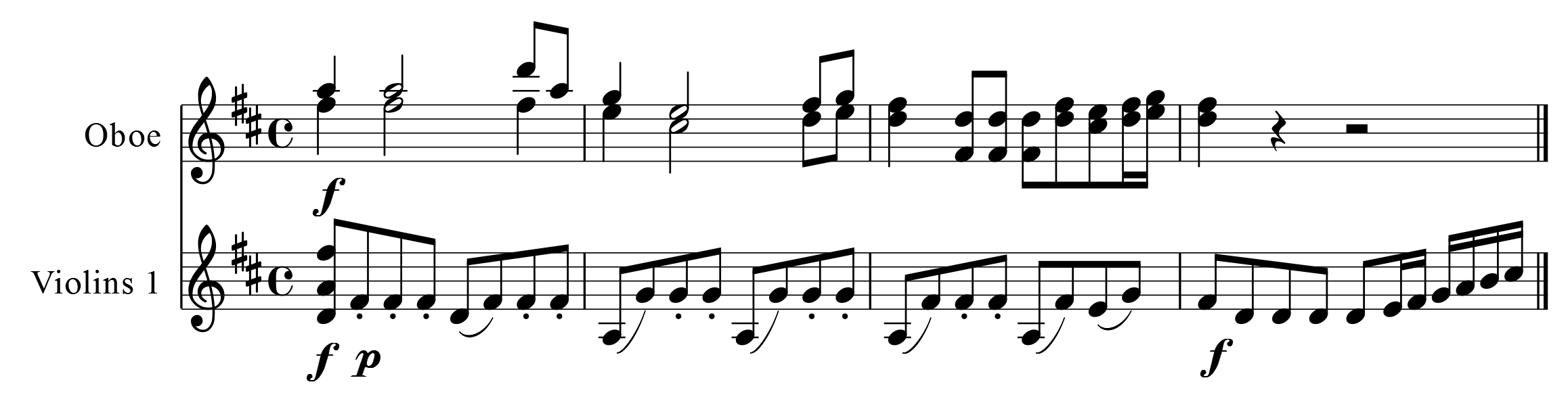
Beginn des Allegro mit dem Thema in den Oboen

Das kräftige und energische erste Thema wird forte von den stimmführenden Oboen und Hörnern vorgetragen (nicht wie sonst meist üblich von den Violinen) unter einer Streicherbegleitung im Piano. Die thematische Haupteinheit ist durch ein dreitaktiges Motiv mit charakteristischem Rhythmus (Viertel – Halbe – zwei Achtel) und eine Schlussfloskel geprägt. Nach einem Unisonolauf der Streicher (Takt 4, „Laufmotiv“) wird die um einen Takt ausgedehnte Haupteinheit wiederholt (Takt 5 bis 9), wobei ab Takt 8 die Streicher auf forte wechseln und sich die Violinen an der Stimmführung beteiligen.
Die Überleitung ab Takt 9 ist durchweg forte gehalten und enthält energische Streicherfiguren im Unisono und ein Motiv mit großen Intervallsprüngen über durchlaufender Bassbewegung.
Das zweite „Thema“ (Takt 19–22, Dominante A-Dur) besteht aus einem zweitaktigen Motiv (einfache Akkordbrechung A-Dur / E-Dur), das durch Wiederholung auf vier Takte gedehnt wird. Es kontrastiert durch den ruhigeren, abgesetzten Schreitcharakter im Piano zum vorigen Geschehen. Bis zum Ende der Exposition dominiert dann wieder der energische Gestus: Zunächst wird ein aufstrebendes Motiv (ableitbar aus dem Laufmotiv von Takt 4) viermal wiederholt. Die Schlussgruppe ab Takt 34 enthält eine in ganztaktigen Noten fallende Melodielinie mit Vorschlägen über Tremolo, die Exposition endet jedoch wiederum mit dem energischen Laufmotiv.
Die „Durchführung“ (es wird jedoch streng genommen kaum thematisches Material der Exposition verarbeitet) beginnt wie üblich als Variante des ersten Themas in der Dominante A-Dur. Nach wenigen Takten beginnt Haydn, die Tonarten zu wechseln. Von taktweisen Tonartenwechseln ist auch die ungewöhnlich langandauernde Fortissimo-Passage (Takt 44–60) mit tremolierenden, vorwärtsdrängenden Akkordbrechungen in den Violinen geprägt. Die Reprise kündigt sich in Takt 59–60 mit dem Laufmotiv, Akkordschlägen auf A und einer Zäsur (Generalpause) an.
Zwar hat Haydn den Reprisenbeginn erwartungsgemäß mit dem ersten Thema gestaltet, jedoch als stark kontrastierenden Variante in d-Moll nur für Streicher im Piano. Die „Durchführung“ und der Reprisenbeginn werden in der Literatur oft hervorgehoben (siehe unten). Nach Anklingen des Themenkopfes in A-Dur setzt in Takt 71 unmittelbar (d. h. ohne die Überleitung der Exposition) das zweite „Thema“ ein, nun ebenfalls im forte. Der Rest der Reprise entspricht strukturell der Exposition. Exposition sowie Durchführung und Reprise werden wiederholt.
Insbesondere die Durchführung und der Wechsel zur Reprise werden in der Literatur hervorgehoben:

„Eine Vorausahnung der expressiven Klangsprache der sogenannten ‚Sturm und Drang‘-Periode Haydns mag man im Kopfsatz der Symphonie Nr. 24 erblicken, deren motorisch-aufgepeitschte Unrast der Exposition sich in der vorwiegend in Moll gehaltenen Durchführung zu einem veritablen ‚Wutausbruch‘ (Marc Vignal) steigert. Diese endet mit einer Generalpause, auf die die Reprise überraschend im piano und auf reinen Streicherklang reduziert einsetzt – erst nach acht Takten findet das Thema im forte zu seiner ursprünglichen Wucht.“

„Das Allegro übertrifft das von Nr. 23 an Nervosität und Kraft, und die Durchführung (hauptsächlich in Moll) steigert sich zu einem Wutausbruch. Nach einem Orgelpunkt erwartet man die Reprise. Sie kommt vor, ist jedoch sehr verschieden vom Anfang des Satzes: piano statt forte, Moll statt Dur, mit einem auf das Skelett reduzierten Thema.“

„In einer nicht geringen Anzahl der Sinfonien ist die Reprise gegenüber der Exposition mehr oder weniger stark verändert, am häufigsten verkürzt (…). In den meisten Fällen sind die Gründe für diese Veränderungen nicht erkennbar. Aber besonderes Interesse dürfen sie dann beanspruchen, wenn zu vermuten ist, dass Haydn mit ihnen auf bestimmte Entwicklungen innerhalb der Durchführungen reagiert, wenn also die innere Logik des Satzverlaufs eine unveränderte Wiederholung der Exposition unmöglich macht. Man wird eine solcherart veränderte Reprise also vor allem dort suchen dürfen, wo sich in der Durchführung Ungewöhnliches begibt. Einen solchen überaus eindrucksvollen Fall bietet die Sinfonie 24. Ihr freundliches, von Oboen und Hörnern vorgetragenes Thema wird zu Beginn der Durchführung, der Regel entsprechend, kurz zitiert, dann aber brechen völlig unvermittelt im Fortissimo wild abstürzende Dreiklänge ein, über 16 Takte unentwegt und mit unverändert extremer Dynamik auf verschiedenen harmonischen Stufen wiederholt. Sie bestreiten die Durchführung bis zu ihrem Ende, ohne dass das Thema oder daraus abgeleitetes melodisches Material noch einmal zu Wort käme. Dieser wilde Einbruch leidenschaftlicher Erregung, der die zuvor ausgebreitete eher beschauliche Grundstimmung des Satzes unbarmherzig zerstört, ist in Haydns frühen Sinfonien beispiellos, und es scheint fast selbstverständlich, dass danach nicht zum Anfang des Satzes zurückgeleitet werden könnte, als habe nichts sich ereignet. Die Verstörung ist vielmehr so groß, dass sich das Thema zu Beginn der Reprise in den Streichern ohne allen Bläserglanz nur ganz zaghaft zu Wort meldet, im Piano und nach d-Moll eingetrübt (…).“

„Auch die Durchführung ist in ihrer Motorik von einer Unerbitterlichkeit, die auf damalige Ohren sicher recht verblüffend gewirkt haben muss (…). Recht ungewöhnlich ist danach der Eintritt der Reprise. Sie beginnt – unter Verzicht auf die Bläser – plötzlich in d-Moll und im Piano, ein Kontrast, der nach den modulierenden Akkordfolgen und der ununterbrochenen Forte-Bewegung des Durchführungsteils um so überraschender wirkt. Man ist zunächst etwas verwundert über die elegische Cantilene, die da so unerwartet anhebt – aber nach acht Takten rückt Haydn die Dinge wieder zurecht (…).“

### Zweiter Satz: Adagio
G-Dur, 3/4-Takt, 56 Takte, mit Solo-Flöte anstelle der übrigen Bläser
Die stimmführende Solo-Flöte spielt im Adagio lyrisch-sangliche Melodielinien, die in zahlreiche Figurationen aufgelöst sind. Die Streicher begleiten fast durchweg dezent im Piano. Dadurch erinnert das Adagio ein Flötenkonzert, in dem „die galant-knisternde Atmosphäre des Rokoko“ erblüht. Damit kontrastiert das Adagio stark zum energisch-dramatischen Allegro.
Das Anfangsthema (Takt 1 bis 8) ist aus zweitaktigen Bausteinen aufgebaut. Der erste beginnt mit einer ausgehaltenen halben Note, der zweite im antwortenden Charakter mit dreitaktiger Tonwiederholung. Die Bausteine 3 und 4 sind von Baustein 2 abgeleitet. Ausgehend von einer Variante der Bausteine 1 und 2, wechselt Haydn ab Takt 9 mit in Triolen aufsteigenden Akkordfiguren nach A-Dur, das als Vorbereitung zur Etablierung der Dominante D-Dur mit Dialog der Flöte (aufsteigende Linie) und Streicher (absteigende Linie) dient. Dieses „Dialogmotiv“ wird figurativ verziert wiederholt. Nach einem Tonrepetitionsmotiv der Flöte beendet die kurze Schlusswendung mit ihrem weiteren Dialog zwischen Flöte und Streicher (nun Streicher aufsteigend, Flöte absteigend) den ersten Teil.
Der zweite Teil (ab Takt 24) ist eine Variante des ersten. So ist etwa das Dialogmotiv ausgedehnter gestaltet (Takt 36 bis 44) und es gibt eine kurze Molltrübung. Nach einem Forte-Einschub der Streicher im Unisono spielt die Flöte eine Solokadenz, wobei Haydns Aufzeichnungen hierzu nicht erhalten geblieben sind. Der Satz endet mit der Schlusswendung entsprechend dem ersten Teil. Beide Teile werden wiederholt.

### Dritter Satz: Menuet
D-Dur, 3/4-Takt, mit Trio 60 Takte
Im Menuett mit „rustikalem Ländlerstil“ sind die Oboen und Hörner mit an der Stimmführung beteiligt und treten solistisch hervor. Der thematische Hauptgedanke des Menuetts besteht aus zwei zweitaktigen Bausteinen: Im ersten spielt das ganze Orchester forte und unisono einen signalartigen D-Dur – Dreiklang, die Streicher zudem einen Sechzehntel-Roller. Der zweite Baustein besteht aus einer Antwort der solistischen Oboen und Hörner. Das Thema wird dann wiederholt, anschließend nochmals Baustein 2, wobei nun die Violinen den Part der Oboen übernehmen. Eine Schlusswendung mit Trillern beendet den ersten Teil.
Der Mittelteil beginnt von A-Dur aus als Variante von Baustein 1, der nach h-Moll geführt wird. Eine weitere Piano-Variante führt zurück nach A, das als Dominante den Wiedereintritt des Anfangsteils in D-Dur vorbereitet. In der „Reprise“ werden beide Bestandteile des Themas vom ganzen Orchester gespielt, wobei in Baustein 2 auch der Sechzehntelroller im Bass auftritt. Baustein 2 wird wiederholt. Die Schlusswendung ist gegenüber der des ersten Teils verändert und erweitert mit dem Sechzehntelroller, starken dynamischen Kontrasten (pianissimo bis fortissimo) und Echowirkungen.
Das Trio steht auch in D-Dur und weist ebenso wie das Menuett eine auf Dreiklängen basierende Ländlermelodie auf. Ebenso treten die Bläser solistisch hervor, wobei nun die Flöte die Oboe ersetzt. Die periodisch strukturierte, achttaktige Melodie des ersten Teils wird im ebenfalls achttaktigen zweiten Teil fortgesponnen.

### Vierter Satz: Finale. Allegro
D-Dur, 4/4-Takt, 84 Takte
Der Satz beginnt pianissimo als einfache Frage-Antwort-Wendung, unterlegt vom spannungsgeladenen Tremolo der 2. Violine. Ab Takt 5 setzt eine sanglichere Melodielinie in der 1. Violine ein, beendet von einer Schlusswendung in Triolen mit schreitender Bassbegleitung.
Bis zum Ende der Exposition ist der Satz dann durchweg forte bis fortissimo gehalten. Insgesamt erinnert das Allegro durch seine dynamischen Kontraste, den energischen Gestus und denselben Takt an den ersten Satz, insbesondere auch durch den Aufwärts-Lauf der 1. Violine beim Wechsel zum Forte in Takt 11 (ähnlich dem Laufmotiv aus Takt 4 vom ersten Satz). Im weiteren Verlauf der Exposition sind mehrere teilweise wiederholte Motive hintereinandergeschaltet. Wesentlich sind die Figur aus halben Noten mit geringen Intervallschritten sowie die Begleitfigur aus gebrochenen Dreiklängen. Zunächst folgt ab Takt 12 ein Motiv, bei dem sich die halbe-Noten-Figur – begleitet von der Dreiklangsfigur – mit rasanten Skalenläufen abwechselt. Ein weiteres, anschließendes Motiv weist ebenfalls eine halbe Note und einen Skalenlauf auf. Ab Takt 20 wird die halbe-Noten-Figur von Oboen, Viola und Bass gespielt, während die Begleitung neben dem Dreiklangsmotiv (1. Violine) um Akkordschläge (2. Violine) angereichert ist. Die Tremolo-Passage ab Takt 26 ist durch ihre fallende Linie in Terzen sowie das Dreiklangsmotiv im Bass gekennzeichnet. Ein kurzes Schlussmotiv im Unisono der Streicher mit Tonrepetition beendet die Exposition.
Die Durchführung (Takt 35–57) fängt nicht mit dem Anfangsthema an, sondern mit der halbe-Noten-Figur in Kombination mit dem Dreiklangsmotiv entsprechend Takt 12, die beide kurz verarbeitet werden. Anschließend folgt eine Variante der Tremolo-Passage entsprechend Takt 26 mit der fallenden Linie in Terzen sowie dem Dreiklangsmotiv im Bass. In Takt 52 hat Haydn die Tonikaparallele h-Moll erreicht. Eine Überleitungspassage für Streicher wechselt zurück zur Tonika D-Dur.
Die Reprise ab Takt 58 ist in gegenüber der Exposition verändert: Die Frage-Antwort – Figur vom Anfangsthema wird von den Hörnern begleitet. Die Triolenfigur vom Anfangsthema ist ausgelassen, dafür setzt nach drei Takten mit virtuosen Läufen bereits die Passage entsprechend Takt 20 ein. Das Schlussmotiv erklingt zunächst piano, dann nochmals forte. Exposition sowie Durchführung und Reprise werden wiederholt.